# Valmonarki
Valmonarki eller valrike är en variant av styrelsesättet monarki, där monarken väljs direkt eller av någon sorts råd. Detta skiljer sig från arvmonarki, som i dagens Sverige. Till skillnad från presidenter, som brukar ha bestämda mandatperioder, valdes monarken oftast på livstid. I dagens Malaysia väljs dock monarken för en femårsperiod. Det var vanligt förekommande förr i tiden, till exempel i Sverige fram till 1544 och de tysk-romerska kejsarna.

## Exempel
Det finns många exempel på valmonarkier, de flesta är historiska. Shakespeares Hamlet är ofta iscensatta med antagandet att Danmark är eller var en valbar monarki (som tekniskt sett var sant i Danmark vid tidpunkten då Hamlet skrevs). Ett liknande system kan läsas in i Macbeth att förklara varför huvudrollen besteg tronen.

### Europa
Ett system med valrike existerade i anglosaxiska England (se Witenagemot), det visigotiska Spanien och i princip alla länder i det medeltida Norden och i furstendömet Transsylvanien. Det medeltida Frankrike var ett valrike vid tidpunkten för den första av Capetingerna, något som missbrukades och blev så att kungen valde sin son som efterträdare. Valet blev då snart en ren formalitet och försvann efter Filip II August av Frankrikes regeringstid.

#### Tysk-romerska riket (Heliga romerska riket av tysk nation)
Karolingiska ättens utslocknande i och med Ludvig barnet resulterade 911 i att Östfrankiska riket för första gången tvangs att välja en kung. Den utsedde efterträdaren fick regera på livstid som kejsare med titeln "konung av Rom". Ursprungligen anstod rätten att välja kung alla furstar, något som sedan minskades till 14 men genom Gyllene bullan år 1356 minskades till sju. Dessa kallades kurfurstar. Efter avskaffandet av det påvliga anspråket på kejserlig kröning blev efter valet av kejsaren Maximilian I även den kejserliga titeln sedan 1438, med ett undantag (Karl av huset Wittelsbach), fram till slutet av riket alltid buren av en medlem av huset Habsburg. Det var alltså formellt ett valrike, i vilket kurfurstarna svartsjukt bevakade sin rätt till kejserliga val.
Kurfurstarna var ursprungligen ärkebiskopen av Köln, ärkebiskopen av Mainz, ärkebiskopen av Trier, Pfalzgreven av Rhen, hertigen av Sachsen, markgreven av Brandenburg och kungen av Böhmen.

#### Polen
Polen var ett av de europeiska riken som hade valmonarki längst, ända in på 1700-talet. Landet kallades ofta republik under denna tid, men det berodde inte på att statschefen valdes utan på att makten låg hos riksdagen. Riksdagen dominerades av adeln, som valde kung och där varje adelsman hade vetorätt.

#### Serbien
I medeltida Serbien fanns en stark aristokratisk nivå där en kollektiv parlamentarism höll på att utvecklas, som valde fursten. Den valde var ofta medlem av en framstående ätt, ännu mer så efter ett erkännande i ett kungarike under 1077 och återställande efter förlusten 1217. Därefter stärktes monarkens auktoritet, men de valdes ända tills annekteringen av Osmanerna. Det var först under de despotiska åren (Српска деспотовина) monarkin de facto gick över till en ärftlig monarki.

#### Sverige
I Sverige har man periodvis valt kung. I äldre Västgötalagen omnämns att Svear äga konung att taga och så vräka. Konungen skulle sedan hyllas vid Mora stenar. I dag väljs inte kungar, men väl anfadern till nuvarande kungaätten, Jean Baptiste Bernadotte, som blev Karl XIV Johan. När Karl Johan valdes, var det dock självklart att han valdes för att bli ny arvkonung och det gjordes bara för att hans företrädare på tronen, Karl XIII, inte hade någon arvinge. Jämför med successionsordningen.

### USA
Alexander Hamilton hävdade i ett långt anförande inför konstitutionella konventet 1787 att presidenten borde väljas på livstid, så länge han inte åtalades eller blev svårt sjuk samt att han borde ges omfattande befogenheter. Hans förslag röstades rungande ned till förmån för en mandatperiod på fyra år, med möjlighet till omval. Detta förslag bidrog senare till James Madisons fientliga syn på Hamilton som en monarkistisk sympatisör. I hans senare försvar av konstitutionen i Federalist Papers, antyder han att livstids verkställande kan vara bättre, även om han berömmer systemet med fyra år.

## Lista över idag existerande valmonarkier
Valmonarki är inget vanligt styrelsesätt i dag, och inget av nedanstående länder har ett statsskick som påminner särskilt mycket om exempelvis de medeltida nordiska valrikena. Det kan också diskuteras huruvida Andorra är en valmonarki, eftersom valet inte görs i landet självt, och det kan också diskuteras huruvida Vatikanstaten skall betraktas som monarki eller inte.
- Andorra
- Athos
- Förenade Arabemiraten
- Kambodja
- Malaysia
- Vatikanstaten

## Källhänvisningar
1. ↑   valrike i Nationalencyklopedins nätupplaga. Läst 13 februari 2015.
2. ↑  ”The Federalist No. 71 The Duration in Office of the Executive”. http://www.constitution.org/fed/federa71.htm.